# 蕭孝儼
长沙章王蕭孝儼（498年—？），字希庄，长沙宣武王萧懿之孙，长沙元王萧渊业之子。
普通七年（526年），长沙嗣王萧淵業去世，蕭孝儼袭封长沙蕃王。蕭孝儼聪慧有文才。射策甲科，除秘书郎、太子舍人。从梁武帝幸华林园，献《相风乌》《华光殿》《景阳山》等颂，深受武帝欣赏。谥章王。

## 后代
- 子：长沙蕃王萧慎